# مسيحية ليبرالية
المسيحية الليبرالية وتسمى أحيانا باللاهوت التحرري، هو مصطلح يغطي عادة الكثير من الحركات الفلسفية الدينية المسيحية التي ظهرت في أواخر القرن الثامن عشر وفي القرنين التاسع عشر والعشرين. وكلمة (الليبرالية) هنا لا تدل على حركة سياسية يسارية أو على مجموعة خاصة من العقائد، بل على حرية الجدل العملي في المسيحية والمرتبط بفروع الفلسفة الدينية المختلفة والذي نمى وتطور إبَّان عصر التنوير.

## تأثير المسيحية الليبرالية في الولايات المتّحدة
بلغ تأثير المسيحية الليبرالية في الكنائس البروتستانتية التقليدية أوجه في بدايات القرن العشرين، عندما اعتقد مؤيّدوها البروتستانتيون أنّ التغيير الذي ستجلبه، سيشكّل مستقبل الكنيسة المسيحيّة. كان الإنجيل الاجتماعي المسيحي أعظم مظاهرها وأكثرها تأثيرًا، فكان أكثر واعظيه تأثيرًا المُعَمِّد الأمريكي والتر راوشينبوش. حدّد راوشينبوش أربعة مآثم روحية مُنشأة في الحضارة الأمريكية (والتي حدّدها كسمات للكيانات فوق الشخصية بشكل المنظمات القادرة على امتلاك إدارة أخلاقية) وهي: الفردانية والرأسمالية والقومية والسياسة العسكرية.
تضمّ الحركات اللاهوتية اللاحقة الأخرى في البروتستانت التقليدي بالولايات المتحدة الأمريكية، لاهوتَ التحرير السياسي والصيغ الفلسفية للمسيحية ما بعد الحداثة وكذا تأثيرات لاهوتية متباينة مثل الوجودية المسيحية (التي أوجدها سورين كيركغور بالإضافة إلى لاهوتيين آخرين وعلماء مثل رودولف بولتمان وبول تيليش )، وحتّى الحركات المحافظة مثل الإنجيلية الجديدة والأرثوذكسية الجديدة والأرثوذكسية الباليوية.
فُوّض عالم الاجتماع الليبرالي دين م. كيلي في أوائل سبعينات القرن العشرين لدراسة المشكلة، فحدّد السبب المحتمل لانحدار الكنائس الليبرالية: ما رآه البعض تسييسًا مفرطًا للإنجيل وبشكل خاص ربطهم الواضح للإنجيل بالقضايا السياسية اليسارية/ الديمقراطية التقدميّة.
أبصرت الفترات ما بين التسعينات والعقد الأوّل من القرن الحادي والعشرين عودةَ العمل اللامذهبي واللاهوتي في التفاسير الإنجيلية واللاهوت ممثّلًا بشخصيات مثل ماركوس بورغ وجون دومينيك كروسان وجون شيلبي سبونغ وكارن أرمسترونغ وسكوتي ماكلينان.

## لاهوتيون وكتّاب

### الإنجليكيين والبروتستانت
- فريدريك شليرماخر (1768-1834)، يطلق عليه «أب النظرية الليبرالية»، إذ ادّعى أنّ التجربة الدينية كانت استبطانيّة (أو باطنة)، وأنّ الفهم الأصح للذات الإلهية يقف على «الإحساس بالاتّكال المطلق».[8]
- تشارلز أغسطوس بريجز (1841-1913)، المؤيّد للنقد الأعلى للإنجيل.
- هنري وارد بيتشر (1813-1887)، الذي ترك الأرثوذكسية الكالفينية التي أخذها عن والده الكاهن ليمان بيتشر، ليبشّر بالإنجيل الاجتماعي عند المسيحية الليبرالية.
- أدولف فون هارناك (1851-1930)، عالم لاهوت ألماني ومؤرّخ كنسي طوّر الإنجيل الاجتماعي.
- تشارلز فيلمور (1854-1948)، المتصوّف المسيحي المتأثر بـ «رالف والدو إمرسون»
- والتر راوشينبوش (1861-1918) مُعمّد أمريكي، كاتب «نظرية في الإنجيل الاجتماعي» التي أضفت على الحركة تعريفها اللاهوتي الحاسم.
- رودولف بولتمان (1884-1976) وهو عالم بالكتاب المقدّس، ألماني الأصل. كان وجوديًّا فضلًا عن كونه ليبراليًّا.